# Movimiento de Bonos del Ejército
El movimiento Movimiento de bonos del ejército ó Bonus Army fue un grupo de 43,000 manifestantes (17,000 veteranos de la Primera Guerra Mundial, familiares y grupos afiliados) que marcharon a Washington D. C., a mediados de 1932 para exigir el reembolso anticipado en efectivo de sus certificados de bonificación por su servicio militar. Los organizadores llamaron a los manifestantes "Fuerza Expedicionaria del Bono" (B.E.F por sus siglas en inglés), en referencia a a las Fuerzas Expedicionarias Estadounidenses durante la Primera Guerra Mundial, mientras que los medios de comunicación se refirieron a ellos como "Bonus Army" (ejército del bono) o "Marchadores del Bono". Los manifestantes estaban encabezados por el ex sargento Walter W. Waters.
La mayoría de los veteranos habían sufrido de desempleo desde el comienzo de la Gran Depresión. La Ley de Compensación ajustada por la Guerra Mundial de 1925 les había otorgado bonificaciones en forma de certificados que no podían canjear hasta 1945. Cada certificado, emitido a cada soldado veterano calificado, tenía un valor nominal al igual al pago prometido además un interés compuesto. La principal exigencia de los manifestantes era el pago inmediato en efectivo de sus certificados.
El 28 de julio de 1932, el Fiscal General de los Estados Unidos, William D. Mitchell, ordenó que los veteranos fuesen retirados de todas las propiedades del gobierno. La policía de Washington encontró resistencia, disparando contra los manifestantes y dos veteranos murieron a tiros. Más tarde, el entonces presidente Herbert Hoover ordenó al ejército estadounidense que despejara el campamento de los manifestantes. El Jefe del Estado mayor del ejército, el general Douglas MacArthur, comandó un contingente de infantería y caballería, apoyado por seis tanques. Los manifestantes, junto a sus familias fueron expulsados y sus pertenencias como sus refugios fueron incinerados.
Una segunda marcha de Bonos del ejército más reducida ocurrió en 1933, al comienzo de la administración Roosevelt, siendo disuelta en mayo con una oferta de trabajo en el Cuerpo Civil de Conservación (CCC) en Fort Hunt, Virginia, que la mayoría del grupo aceptó. A quienes rechazaron la oferta antes de la fecha límite del 22 de mayo se les concedió de transporte regresar a sus hogares. En 1936, el Congreso anuló el veto del presidente Roosevelt y pagó a los veteranos su bono nueve años antes.

## Origen de las bonificaciones militares

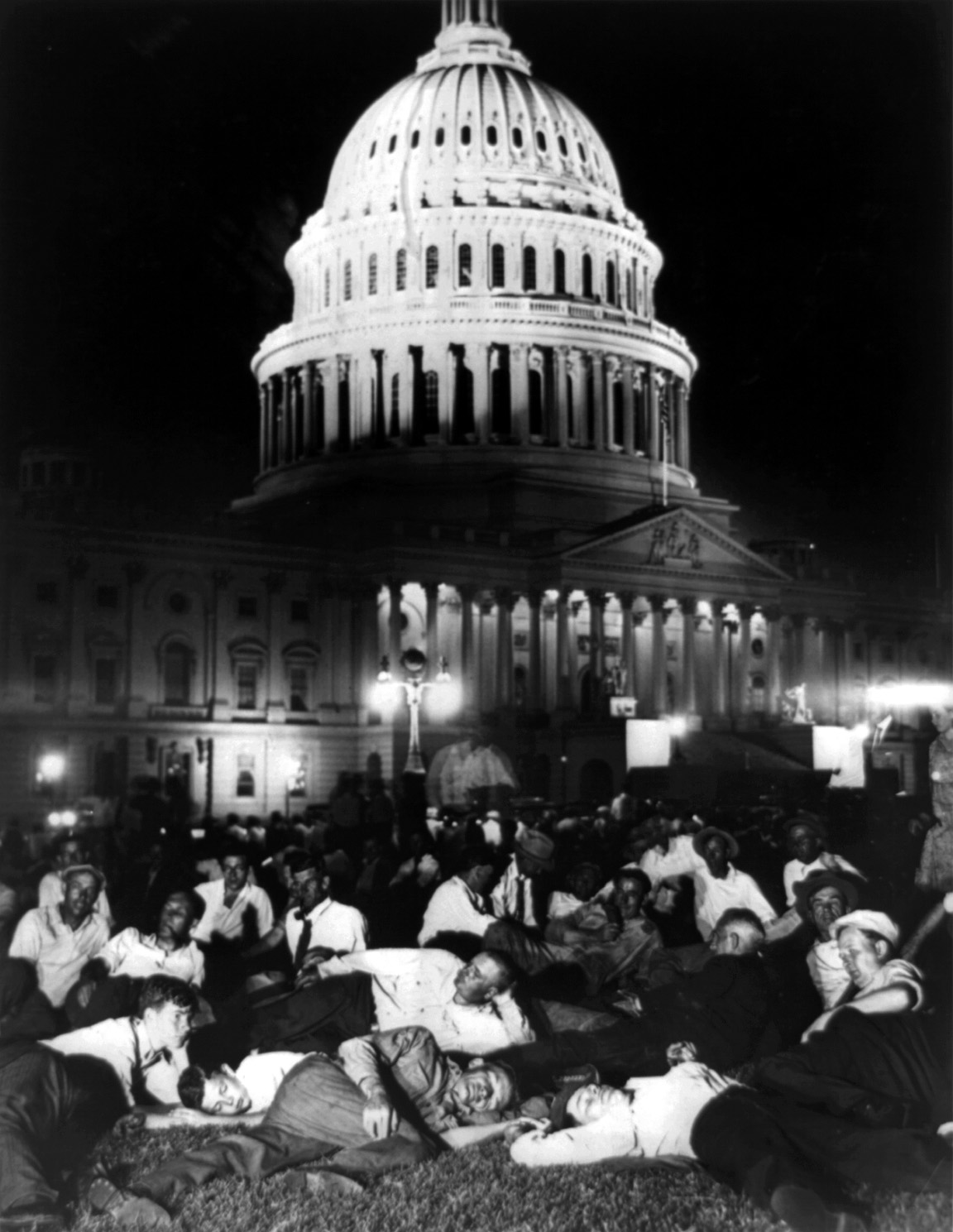
Veteranos del ejército acampando en el césped del edificio del Capitolio de los EE. UU.

La práctica de las bonificaciones militares en tiempos de guerra data de 1776, como pago de la diferencia entrelo que un soldado ganaba, y lo que podría haber ganado si no se hubiera alistado. La práctica se deriva de la legislación inglesa aprobada en la sesión del Parlamente de 1592-93 para promocionar atención médica y manutención a los veteranos discapacitados y los veteranos que estuvieron en servicio.
En agosto de 1776, el Congreso adoptó la primera ley nacional de pensiones que otorgaba media pensión de por vida a los veteranos discapacitados. Se ejerció una presión considerable para ampliar los beneficios para que coincidieran con el sistema británico para servir a soldados y marineros, pero hubo poco apoyo  del gobierno colonial hasta las deserciones masivas en Valley Forge que amenazaron la existencia del Ejército Continental llevando a George Washington a convertirse en un fuerte defensor.
Antes de la Primera Guerra Mundial, la bonificación por servicio militar de los soldados (ajustada por rango) consistía en tierra y dinero; un soldado raso del Ejército Continental recibía 100 acres (40 ha) y $80,00 (2017: $1.968,51) al final de la guerra, mientras que un general mayor recibía 1.100 acres (450 ha). En 1855, el Congreso aumentó el mínimo de concesión de tierras a 160 acres (65 ha) y redujo los requisitos de elegibilidad a catorce días de servicio militar o una batalla; además, la bonificación también se aplicaba a los veteranos de cualquier guerra india. La provisión de tierras finalmente se convirtió en un tema político importante, particularmente en Tennessee, donde casi el 40% de la tierra cultivable se había entregado a los veteranos como parte de su bonificación. Para 1860, se habían emitido 73,500,000 acres (29,700,000 ha) y la falta de tierra cultivable disponible llevó al abandono del programa y su reemplazo por un sistema de solo efectivo.
Rompiendo con la tradición, los veteranos de la guerra hispano-estadounidense no recibieron un bono y después de la Primera Guerra Mundial, eso se convirtió en un asunto político cuando recibieron solo un bono de $60 dólares en bonos. La Legión Americana, creada en 1919, lideró un movimiento político a favor de una bonificación adicional, aunque se puso del lado de las fuerzas del orden en contra de los sindicatos y participó en ataques a Hooverville durante la Gran Depresión.

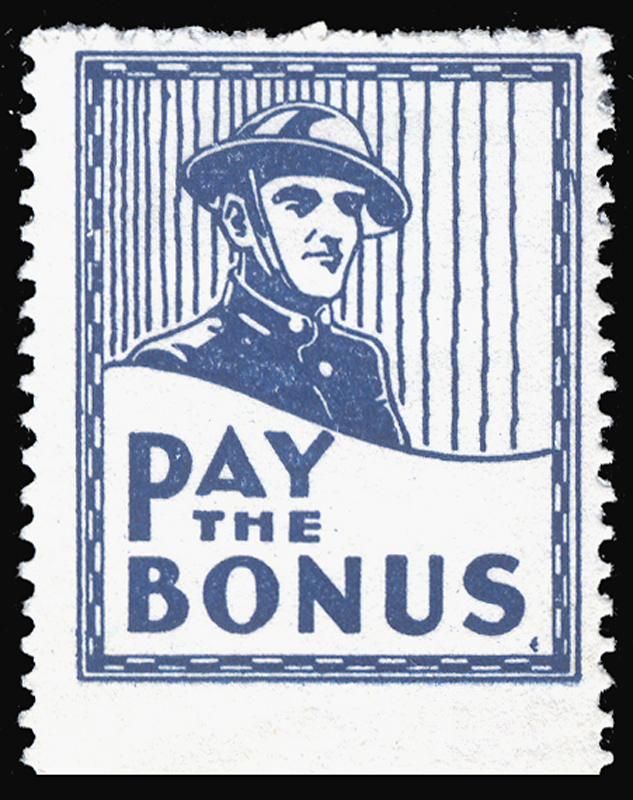
Sello postal (EE. UU., 1932) en apoyo al Bonus Army

El 15 de mayo de 1924, el presidente Calvin Coolidge vetó un proyecto de ley que otorgaba bonificaciones a los veteranos de la Primera Guerra Mundial, diciendo: "el patriotismo... comprado y pagado no es patriotismo". Sin embargo, el proyecto de ley de bonificaciones fue respaldado por Henry Cabot Lodge y Charles Curtis. El Congreso anuló el veto de Coolidge al Proyecto de Ley de Bonificaciones, y promulgó la Ley de Compensación Ajustada por Guerra Mundial.
Cada veterano recibiría un dólar por cada día de servicio doméstico, hasta un máximo de 500 dólares (equivalente a 8.900 dólares en 2023), y 1,25 dólares por cada día de servicio en el extranjero, hasta un máximo de 625 dólares (11.110 dólares en 2024). De esto se deducían 60 dólares, por los 60 dólares que recibían al ser dados de baja. Los montos de 50 dólares o menos se pagaban inmediatamente. Todos los demás montos se emitían como Certificados de Servicio con vencimiento en 20 años.
Se emitieron 3,662,374 Certificados de Servicio Ajustado, con un valor nominal combinado de 3.640 millones de dólares (equivalentes a 65.000 millones de dólares en 2023). El Congreso estableció un fondo fiduciario para recibir 20 pagos anuales de 112 millones de dólares que, con intereses, financiarían el desembolso de 1945 de los 3.638 millones de dólares para los veteranos. Mientras tanto, los veteranos podían pedir prestado hasta el 22,5% del valor nominal del certificado al fondo; pero en 1931, debido a la Gran Depresión, el Congreso aumentó el valor máximo de dichos préstamos al 50% del valor nominal del certificado.[10] Aunque hubo apoyo del Congreso para la redención inmediata de los certificados de servicio militar, Hoover y los congresistas republicanos se opusieron a tal acción y razonaron que el gobierno tendría que aumentar los impuestos para cubrir los costos del pago y, por lo tanto, cualquier posible recuperación económica se ralentizaría.
Los veteranos de guerras extranjeras siguieron presionando al gobierno federal para que permitiera la redención anticipada de los certificados de servicio militar.
La primera marcha de los desempleados fue la del Ejército de Coxey en 1894, cuando ejércitos de hombres de varias regiones acudieron a Washington como una "petición viviente" para exigir que el gobierno federal creara empleos invirtiendo en proyectos de infraestructura pública.

## Campamento inicial
La mayor parte de los miembros del movimiento (llamados en inglés Fuerza expedicionaria del Bono) acampó en un "Hooverville" en Anacostia Flats (ahora Sección C del Parque Anacostia), una zona pantanosa y fangosa alejada del núcleo federal de Washington. Otros veteranos vivían mucho más cerca, en edificios parcialmente demolidos en la avenida Pensilvania, cerca de la calle tres SW.
Aunque la ocupación de Anacostia Flats estaba en contra de la ley federal, Glassford obtuvo permiso extraoficial de su amigo, el mayor general Ulysses S. Grant, director de Edificios Públicos y Parques Públicos de la capital, quien prometió no poner objeciones.

Campamento de los veteranos del ejército

El sitio elegido estaba ubicado en el lado históricamente afroamericano de Anacostia; cerca había canchas de tenis y un campo de béisbol, este último utilizado por los niños del campamento. El Departamento de Guerra había rechazado una solicitud del senador James Hamilton Lewis para instalar alojamientos, por lo que los veteranos, las mujeres y los niños vivían en los refugios que construyeron con materiales sacados de un montón de basura cercano, que incluía madera vieja, cajas de embalaje y chatarra de hojalata cubierta con techos de paja.  La ciudad de chabolas recibió el apodo de Camp Marks, en honor al amable capitán de policía S.J. Marks.
El campamento Marks estaba fuertemente controlado por los veteranos, que trazaron calles, construyeron instalaciones sanitarias, crearon una fuerza policial interna y celebraron desfiles diarios. Surgió una comunidad vibrante que giraba en torno a varias secciones clave, incluida la carpa religiosa, donde se podía escuchar a los manifestantes expresar paciencia, confianza en Dios y gratitud por lo que tenían en comparación con otras víctimas de la Depresión. También era popular la biblioteca de préstamos del Ejército de Salvación, donde los manifestantes escribían cartas a casa en su oficina de correos improvisada (se decía que los sellos postales eran más preciados que los cigarrillos).
 Para vivir en los campamentos, los veteranos debían registrarse y demostrar que habían sido dados de baja honorablemente o que se les había entregado un certificado de bonificación, momento en el que se les expedía una tarjeta de membresía. El superintendente de la policía del Distrito de Columbia, Pelham D. Glassford, trabajó con los líderes del campamento para abastecerlo con alimentos y suministros.
El 15 de junio de 1932, la Cámara de Representantes de los Estados Unidos aprobó el Proyecto de Ley de Bonificación Wright Patman (por una votación de 211 a 176) para adelantar la fecha en que los veteranos de la Primera Guerra Mundial recibirían su bonificación en efectivo. Más de 6000 manifestantes en favor de las bonificaciones se congregaron en el Capitolio de los Estados Unidos el 17 de junio, cuando el Senado de los Estados Unidos votó el proyecto de ley de bonificaciones. El proyecto de ley fue rechazado por 62 votos a favor y 18 en contra.

## Represión policial

El 28 de julio, bajo la insistencia del presidente Herbert Hoover, los comisionados del Distrito de Columbia ordenaron a Pelham D. Glassford que desalojara sus edificios, en lugar de dejar que los manifestantes se dispersaran como él había recomendado previamente. Cuando los veteranos se amotinaron, un oficial (George Shinault) sacó su revólver y disparó contra los veteranos, dos de los cuales, William Hushka y Eric Carlson, murieron más tarde.
- William Hushka (1895–1932) fue un inmigrante de Lituania que llegó a los Estados Unidos. Cuando Estados Unidos entró en la Primera Guerra Mundial en 1917, vendió su carnicería en San Luis y se unió al ejército. Después de la guerra, vivió en Chicago.[1] Fue enterrado en el Cementerio Nacional de Arlington una semana después de que la policía le disparara y lo matara.[22][23]
- Eric Carlson (1894–1932) fue un veterano de Oakland, California, que luchó en las trincheras de Francia en la Primera Guerra Mundial.[1][24][25] Fue enterrado en el Cementerio Nacional de Arlington.[26]

Durante un motín anterior, los comisionados pidieron a la Casa Blanca tropas federales. Hoover pasó la solicitud al Secretario de Guerra Patrick J. Hurley, quien le dijo a MacArthur que tomara medidas para dispersar a los manifestantes. Hacia la tarde, la caballería, la infantería, los tanques y las ametralladoras expulsaron a los inconformes de Washington.

### Reporte de elementos comunistas
Un informe de inteligencia del ejército afirmó que los amotinados tenía la intención de ocupar el Capitolio de forma permanente e instigar combates, como señal para levantamientos comunistas en todas las ciudades importantes. También conjeturó que al menos parte de la guarnición del Cuerpo de Marines en Washington se pondría del lado de los revolucionarios, por lo que nunca se convocó a unidades de Marines a ocho cuadras del Capitolio. El informe del 5 de julio de 1932 escrito por Conrad H. Lanza en el norte del estado de Nueva York no fue desclasificado hasta 1991.
El Departamento de Justicia publicó un informe de investigación sobre el movimiento en septiembre de 1932, señalando que los comunistas habían intentado involucrarse con los manifestantes desde el principio y habían sido arrestados por diversos delitos durante las protestas:
Tan pronto como se inició la marcha de los bonos, y ya en mayo de 1932, el Partido Comunista emprendió una campaña organizada para fomentar el movimiento e indujo a los radicales a unirse a los manifestantes en Washington. Ya en la edición del 31 de mayo de 1932, el Daily Worker, publicación que es el órgano central del Partido Comunista en los Estados Unidos, instó a las delegaciones de trabajadores veteranos a viajar a Washington el 8 de junio.
En 1932, Hoover afirmó que la mayor parte de los miembros de movimiento se comportaban razonablemente y que una minoría de los que describió como comunistas y criminales de carrera eran responsables de la mayor parte de los disturbios asociados con los acontecimientos: "Deseo afirmar enfáticamente que la extraordinaria proporción de criminales, los elementos comunistas y no veteranos entre los manifestantes, como lo muestra este informe, no deben considerarse una reflexión sobre los miles de hombres honestos y respetuosos de la ley que llegaron a Washington con pleno derecho a presentar sus puntos de vista al Congreso. Los mejores elementos y sus líderes actuaron en todo momento para frenar el crimen y la violencia, pero después de la clausura del Congreso una gran parte de ellos regresaron a sus hogares y gradualmente estos mejores elementos perdieron el control." En sus memorias de 1952 , Hoover afirmó que al menos 900 miembros del movimiento de los bonos eran "ex convictos y comunistas".
En sus memorias "The Whole of Their Lives" (1948), Benjamin Gitlow del Partido Comunista de los Estados Unidos informó que varios comunistas se habían unido a la marcha durante su viaje por todo el país, con el objetivo de reclutar personas a la causa comunista.
Una publicación de blog de la Encyclopedia Britannica de 2009 afirmó que estos aspirantes a organizadores comunistas fueron rechazados en gran medida por los manifestantes del Bonus Army: "Había comunistas presentes en los campos, liderados por John T. Pace de Michigan Pero si Pace creía que el movimiento era un cuadro revolucionario ya formado, estaba equivocado. Los manifestantes expulsaban rutinariamente a los comunistas declarados de los campos, '¡Ojos al frente, no a la izquierda!'".

## Intervención del ejército
A las 13:40, el general Douglas MacArthur ordenó al general Perry L. Miles que reuniera tropas en la Elipse, inmediatamente al sur de la Casa Blanca. En menos de una hora, el 3.º Regimiento de Caballería, dirigido por George S. Patton, entonces mayor, cruzó el puente Memorial, y el 12.º Regimiento de Infantería llegó en un barco de vapor aproximadamente una hora después. A las 4 de la tarde, Miles le dijo a MacArthur que las tropas estaban listas, y MacArthur (como Eisenhower, que ya estaba en uniforme de servicio) dijo que Hoover quería que "estuviese disponible a medida que avanzaban las cosas, para poder dar las instrucciones necesarias sobre el terreno" y "asumir la responsabilidad si hubiera alguna repercusión desfavorable o crítica".
A las 16:45 horas, bajo el mando de MacArthur, el 12.º Regimiento de Infantería (Estados Unidos), el Fuerte Howard en Maryland y el 3.º Regimiento de Caballería, apoyados por cinco tanques ligeros M1917 comandados por Patton, se formaron en avenida Pensilvania mientras miles de empleados del servicio civil abandonaban sus trabajos para alinearse en la calle y observaban. Los manifestantes, creyendo que las tropas marchaban en su honor, vitorearon a las tropas hasta que Patton ordenó a la caballería que cargara contra ellos.
Después de que la caballería cargara, la infantería, con bayonetas fijas y gas lacrimógeno (adamsita, un agente vomitivo arsénico) entró en los campamentos, desalojando a los veteranos, sus familias y sus seguidores. No se disparó ningún tiro. Los veteranos huyeron a través del río Anacostia hacia su campamento más grande, y Hoover ordenó que se detuviera el asalto. MacArthur decidió ignorar al presidente y ordenó un nuevo ataque, alegando que la marcha era un intento de derrocar al gobierno de los estadounidense, dejando  55 veteranos resultaron heridos y 135 arrestados. La esposa de un veterano sufrió un aborto espontáneo. Cuando Bernard Meyer, de 12 semanas de edad, murió en el hospital tras ser alcanzado por el ataque con gas lacrimógeno, una investigación del gobierno informó que había muerto de enteritis y un portavoz del hospital dijo que el gas lacrimógeno "no le había servido de nada".

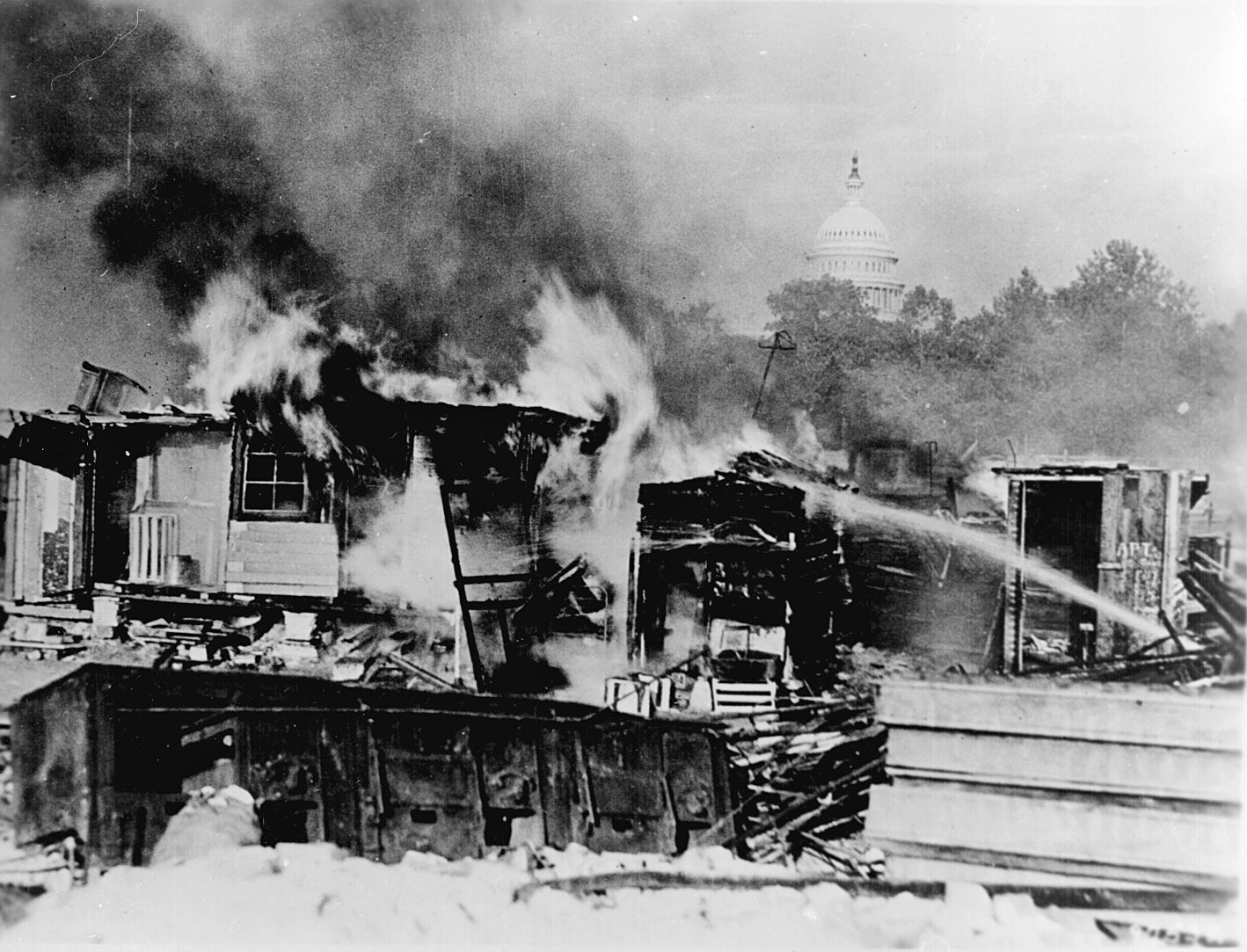
Cabañas que los miembros del ejército de la bonificación erigieron en Anacostia Flats en llamas después del ataque del ejército regular.

Durante la operación militar, el mayor Dwight D. Eisenhower sirvió como uno de los ayudantes subalternos de MacArthur. Creyendo que estaba mal que el oficial de más alto rango del ejército liderara una acción contra compañeros veteranos de guerra estadounidenses, le aconsejó encarecidamente a MacArthur que no asumiera ningún papel público: "Le dije a ese estúpido hijo de puta que no fuera allí", dijo más tarde. "Le dije que ese no era lugar para el Jefe de Estado Mayor".
A pesar de sus dudas, Eisenhower escribió el informe oficial del incidente del Ejército que respaldaba la conducta de MacArthur.
Aunque las tropas estaban listas, Hoover envió dos veces instrucciones a MacArthur para que no cruzara el puente de Anacostia esa noche, y ambas fueron recibidas. Poco después de las 9 p. m., MacArthur ordenó a Miles que cruzara el puente y desalojara a los manifestantes de su campamento en el Parque Anacostia. Esta negativa a seguir las órdenes fue reclamada por el jefe adjunto del Estado Mayor de MacArthur, George Van Horn Moseley. Sin embargo, el ayudante de MacArthur, Dwight Eisenhower, el secretario adjunto de la fuerza aérea, F. Trubee Davison, y el general de brigada Perry Miles, que comandaba las fuerzas terrestres, cuestionaron la afirmación de Moseley. Dijeron que las dos órdenes nunca fueron entregadas a MacArthur y culparon a Moseley por negarse a entregar las órdenes a MacArthur por razones desconocidas. Las chozas del campamento de Anacostia fueron luego incendiadas, aunque no está del todo claro quién las incendió.

## Consecuencias
Joe Angelo, un héroe condecorado de la guerra que había salvado la vida de Patton durante la ofensiva de Meuse-Argonne el 26 de septiembre de 1918, se acercó a él al día siguiente para convencerlo. Sin embargo, Patton lo despidió rápidamente. Se decía que este episodio representaba la esencia proverbial del movimiento, en el que cada hombre era el rostro de cada bando: Angelo, el soldado leal y abatido; Patton, el funcionario del gobierno impasible y despreocupado por las lealtades pasadas.
Aunque el incidente de la marcha no descarriló las carreras de los oficiales militares involucrados, resultó políticamente desastroso para Hoover y fue un factor que contribuyó a que perdiera las elecciones presidenciales de 1932 en Estados Unidos por una abrumadora mayoría frente a Franklin D. Roosevelt.
El superintendente de policía Glassford no estaba satisfecho con la decisión de que interviniera el ejército, pues creía que la policía podría haber manejado la situación. Pronto renunció al cargo de superintendente.
MGM estrenó la película Gabriel Over the White House (Gabriel sobre la Casa Blanca) en marzo de 1933, el mes en que Roosevelt juró como presidente. Producida por Cosmopolitan Pictures de William Randolph Hearst, retrataba a un presidente ficticio Hammond que, en las escenas iniciales de la película, se niega a desplegar al ejército contra una marcha de desempleados y, en su lugar, crea un "Ejército de la construcción" para trabajar en proyectos de obras públicas hasta que la economía se recupere. La primera dama Eleanor Roosevelt juzgó que el tratamiento de los veteranos en la película era superior al de Hoover. La primera dama Eleanor Roosevelt consideró que el tratamiento que la película daba a los veteranos era superior al de Hoover.
Durante la campaña presidencial de 1932, Roosevelt se había opuesto a las demandas de bonos de los veteranos. En marzo de 1933 se convirtió en presidente y pronto el "Comité de Enlace Nacional de Washington" planeó una segunda marcha de bonificación para mayo, en la que se exigía que el gobierno federal proporcionara alojamiento y comida a los manifestantes durante su estancia en la capital. A pesar de su oposición a la demanda de los manifestantes de un pago inmediato de la bonificación, Roosevelt los recibió de una manera muy diferente a la de Hoover. La administración de Roosevelt instaló un campamento especial para los manifestantes en Fort Hunt, Virginia, y les proporcionó cuarenta cocinas de campaña que servían tres comidas al día, transporte en autobús desde y hacia la capital y entretenimiento en forma de bandas militares.
Los funcionarios de la administración, encabezados por el confidente presidencial Louis Howe, intentaron negociar el fin de la protesta. Roosevelt hizo los arreglos para que su esposa, Eleanor Roosevelt, visitara el lugar sin compañía. Ella almorzó con los veteranos y los escuchó interpretar canciones. Recordó sus recuerdos de cuando vio partir a las tropas a la Primera Guerra Mundial y les dio la bienvenida a casa. Lo máximo que pudo ofrecer fue una promesa de puestos en el recién creado Cuerpo Civil de Conservación. Un veterano comentó: "Hoover envió al ejército, Roosevelt envió a su esposa". En una conferencia de prensa posterior a su visita, la primera dama describió su recepción como cortés y elogió a los manifestantes, destacando lo cómoda que se sintió a pesar de los críticos que los describieron como comunistas y criminales.
El 11 de mayo de 1933, Roosevelt emitió una orden ejecutiva que permitía la inscripción de 25,000 veteranos en la CCC, eximiéndolos del requisito normal de que los solicitantes fueran solteros y menores de 25 años. El Congreso, con los demócratas con mayoría en ambas cámaras, aprobó la Ley de Pago de Compensación Ajustada en 1936, autorizando el pago inmediato de los 2,000 millones de dólares en bonificaciones de la Primera Guerra Mundial, y luego anuló el veto de Roosevelt a la medida. La votación de la Cámara fue de 324 a 61, y la votación del Senado fue de 76 a 19.

## Aparición en otros medios
El tiroteo es representado se representan en la novela de Barbara Kingsolver, The Lacuna.
La marcha y la manifestación se describen en detalle en la novela de John Ross Unintended Consequences (Consecuencias no deseadas en español).
Una versión ficticia del movimiento se muestra en las escenas iniciales de la película de 1995 In Pursuit of Honor (En búsqueda del honor).
El personaje principal de la novela de Neal Stephenson de 2024, Polostan (novela) viaja con un grupo de comunistas dentro del ejército de bonificación a Washington y se ve envuelto en la intervención del ejército.